# Арсенал (Рига)
Арсена́л — памятник архитектуры стиля русского «царского» классицизма в Риге. Расположен по адресу улица Торня, 1.

## История места
В начале XIX века место, где впоследствии будет построен Арсенал, относилось к комплексу Яковлевской площади, которая традиционно служила местом проведения военных парадов. Яковлевский бастион, сооружённые в шведские времена в период фортификационной реформы, проведённой в жизнь генерал-губернатором Ливонии Эриком Дальбергом, был снесён в поздние времена, а вместо него было решено оборудовать плац, на котором проходили как военные демонстрации, так и городские и крестьянские празднества. В частности, на месте современного Арсенала жители города весело отмечали праздник Умуркумурс (от нем. Hunger-Kummern — голод-нужда), который был посвящён сбору урожая крестьянами и завершению полевого сезона. Впоследствии этот праздник тесно переплёлся с христианской традицией празднования дня Святого Михаила, который приходится на последнее воскресенье октября.

## Предыстория создания
В 1828 году был утверждён проект строительства Арсенала на месте народных гуляний. Здание строилось по образцу классицизма, типичного для Санкт-Петербурга первой четверти девятнадцатого века. Идея строительства таможенного пакгауза в таком стиле появилась ещё во времена маркиза Паулуччи. Её градоначальнику лифляндской столицы навеял сам государь-император Александр I после визита в Ригу. Городское управление долго размышляло, что должно быть построено на участке стратегически важной территории, где уже располагался старый шведский арсенал. Первоначально на этом месте планировалось сооружение каменного русского театра. Но в конце концов точку поставил Александр Первый, заявивший в итоге, что склад боеприпасов будет выгоднее театра и принесёт больше пользы жителям. Здание же театра, хоть и деревянное, было построено сбоку от Арсенала (теперь на этом месте находится Банк Латвии).

## Авторы сооружения
С 1828 по 1832 год строительные работы курировал Иоганн Даниэль Готфрид, известный зодчий Риги, творивший в стиле классицизма. Авторы проекта доподлинно неизвестны, однако имеется весомое предположение, что ими являлись строительные мастера из Санкт-Петербурга Иван Францевич Лукини и Александр Неллингер. Привязка проекта к местности была осуществлена губернским строительным мастером Юлиусом Адольфом Шпациром.

## Архитектурные особенности
В архитектурном плане Арсенал представляет собой монументальное одноэтажное здание с симметричной компоновкой. Его общая длина достигает 135 метров. Центральная часть Арсенала представляет собой двухэтажную постройку, которая органично увенчана аттическим этажом (аттиком). Центральный ризалит двухэтажной постройки имеет опорные детали конструкции (кронштейны) модульонного типа (то есть кронштейны декорированы и поддерживают выносную плиту). Помимо модульонов центральная часть украшены триглифами. Крупные арочные проёмы фасада чередуются с небольшими окнами прямоугольной формы. В интерьере просторные помещения покрыты крестовыми сводами, выполненными в кирпиче. Тыльная часть здания Арсенала тесно примыкает (срастается) с оставшимся фрагментом городской средневековой крепостной стены, а также сюда встроена нижняя часть известной в средневековой Риге Девичьей башни.

## Современное предназначение здания
В 1987 году началась реконструкция здания, которое в настоящий момент служит выставочным залом Латвийского Национального художественного музея с одноимённым названием «Арсенал».